# Xbox Controller
El Xbox Controller o controlador de Xbox es el controlador de juegos principal para la videoconsola doméstica Xbox de Microsoft y se presentó en la Game Developers Conference en 2000. El controlador Xbox de primera generación (apodado "The Duke") fue el primer controlador incluido con los sistemas Xbox para todos los territorios excepto Japón. Una variante más pequeña y rediseñada, llamada "Controller S", se vendió y se incluyó con la consola en Japón. Más tarde se lanzó en otros territorios y, a fines de 2003, reemplazó al controlador de primera generación en todo el mundo. El controlador original más grande permaneció disponible como accesorio opcional.

## Diseño

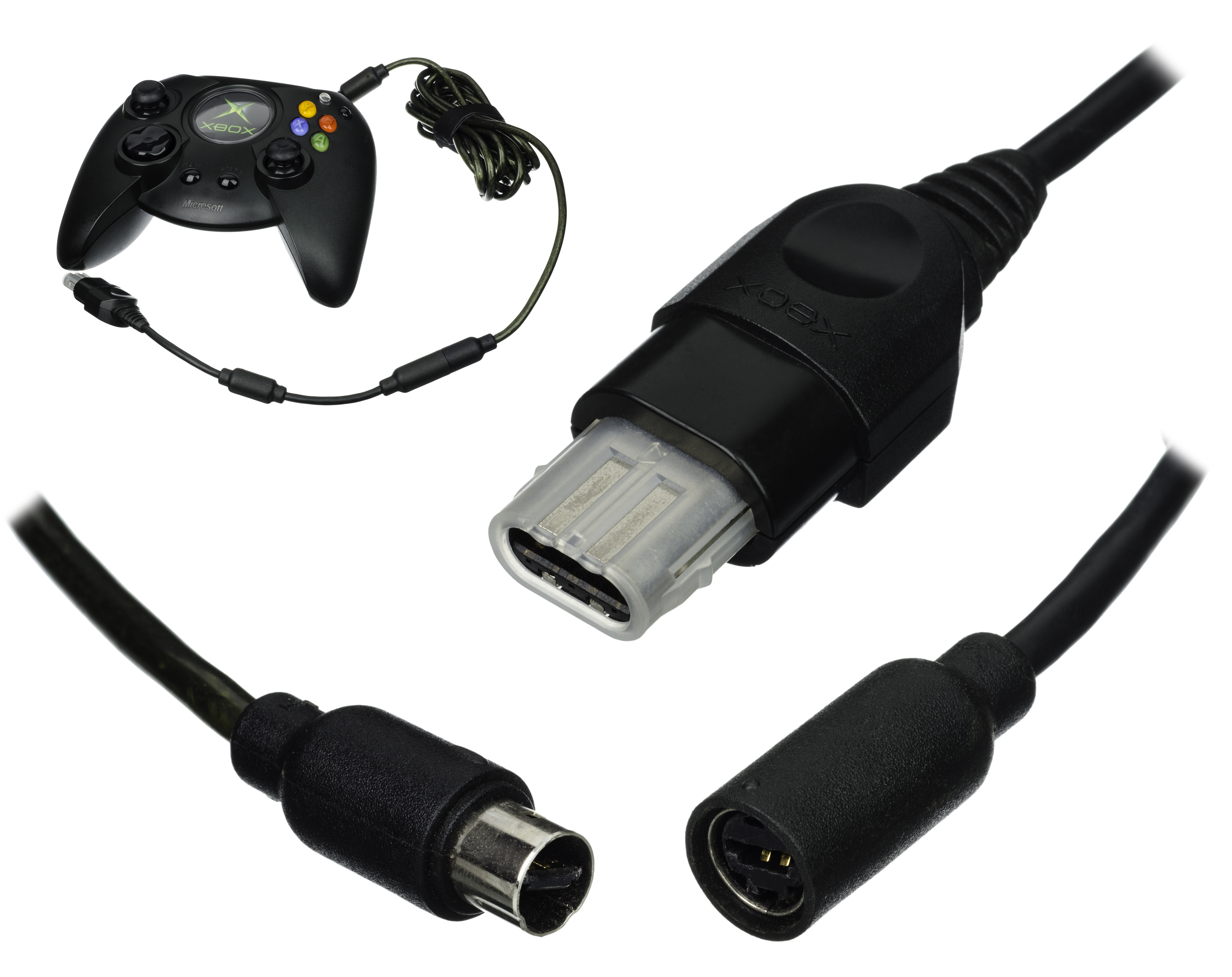
El controlador Xbox presentaba dongles separables para evitar daños a la consola si se tropezaba con el cable.

El controlador de Xbox cuenta con motores de vibración duales, dos disparadores analógicos, dos palancas analógicas (ambos también son botones en los que se puede hacer clic digitalmente), un control direccional, un botón Back, un botón Start, dos ranuras para accesorios y seis botones de acción analógicos de 8 bits (botones A/Verde, B/Rojo, X/Azul, Y/Amarillo y Blanco y Negro). Los líderes del proyecto J Allard y Cam Ferrari buscaron un controlador con todas las funciones que le gustaban al equipo de los anteriores: ranuras del controlador Dreamcast, dos dispositivos DualShock de PlayStation original y seis botones frontales del controlador revisado de Sega Genesis.
Cuando comenzó el diseño físico del controlador, ya se habían fabricado las placas de circuito para el controlador. Microsoft había pedido a su proveedor, Mitsumi Electric, un diseño de placa de circuito plegado y apilado similar al utilizado en el controlador DualShock 2 de Sony, pero la empresa se negó a fabricar dicho diseño para Microsoft. Esto llevó a que el controlador fuera voluminoso y casi tres veces más grande que el controlador de Sony. Este diseño de controlador inicial nunca se lanzó en Japón, donde la consola se lanzó con una versión más pequeña y rediseñada llamada "Controller S" que usaba el diseño de placa de circuito más compacto.
Duke y los controladores Controller S japoneses originales fabricados en Malasia presentaban un cable verde oscuro. Cuando se lanzó el Controller S en Occidente, los primeros modelos presentaban el cable verde, sin embargo, los modelos posteriores del Controller S cambiaron a un cable negro y se fabricaron en China.
El teclado direccional digital de Duke es visualmente similar al teclado direccional digital del controlador de juego anterior de Microsoft, el Microsoft SideWinder. Sin embargo, el Controller S abandonó ese diseño y lo reemplazó con una forma más en un disco.

## Modelos

### The Duke
Seamus Blackley fue un desarrollador de videojuegos para Xbox y ayudó a diseñar uno de los primeros prototipos del controlador. El controlador Xbox de primera generación, originalmente apodado "Fatty" and later "The Duke", fue originalmente el controlador incluido con los sistemas Xbox para todos los territorios excepto Japón. Según Blackley, el nombre de Duke proviene de Brett Schnepf, el gerente de proyecto de hardware de Microsoft durante el desarrollo de Xbox, cuyo hijo se llamaba Duke.
El controlador estaba sobredimensionado y no fue muy bien recibido. Mientras se anunciaba el producto, algunos miembros de la audiencia arrojaron objetos a Blackley en el escenario. El controlador ha sido criticado por ser voluminoso en comparación con otros controladores de videojuegos; fue galardonado como "Error del año" por Game Informer en 2001, un récord mundial Guinness para el controlador más grande en Guinness World Records Gamer's Edition 2008, y fue clasificado como el segundo peor controlador de videojuegos de la historia por el editor de IGN Craig Harris.
Más de quince años después, Seamus Blackley se puso en contacto con Phil Spencer, el jefe de la división de Xbox, y presentó una idea para revivir el antiguo controlador, luego de una serie de publicaciones en broma a través de las redes sociales que mostraban una fuerte deseo del consumidor por el controlador. Spencer le dio a Blackley los derechos del controlador Duke. El diseño original se modificó con algunos cambios sutiles en el diseño del parachoques, los botones laterales y el diseño general para hacerlo compatible con Xbox One, así como una pantalla OLED que muestra la secuencia de inicio original de Xbox cuando se enciende. The Duke se lanzó para Xbox One y PC el 30 de abril de 2018, a través de una asociación con Hyperkin.

### Controller S

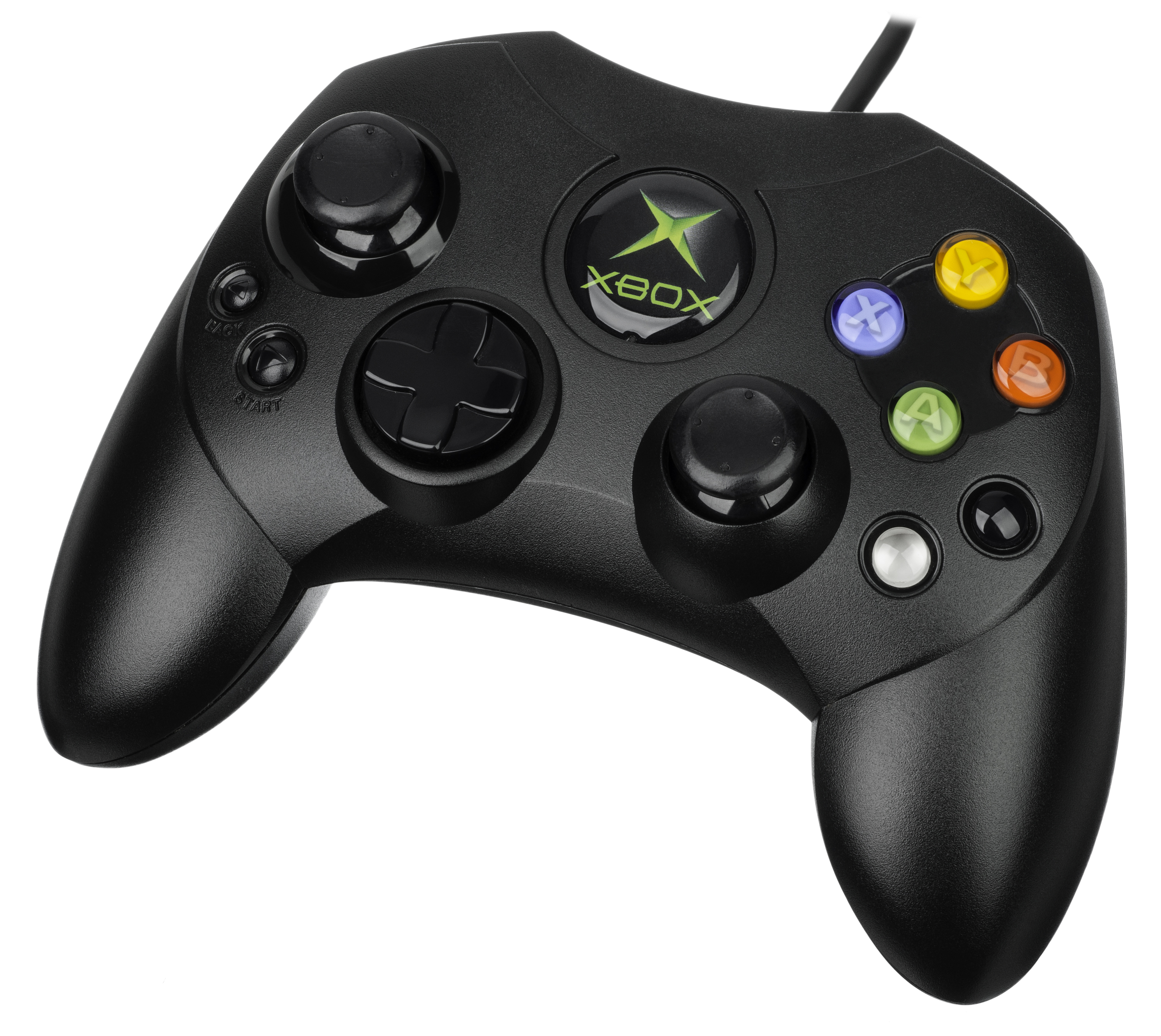
Xbox Controller S

El "Controller S" (nombre en código "Akebono") es más pequeño y ligero, diseñado para usuarios con manos más pequeñas. Después de que el controlador original recibió muchas críticas y las ventas iniciales de Xbox fueron muy bajas, el "Controlador S" se lanzó más tarde en otros territorios por demanda popular y en 2002 reemplazó al controlador de primera generación en el paquete minorista de Xbox de Estados Unidos, y Europa en 2003, con el controlador original más grande disponible como accesorio.

## Unidad de memoria
Se puede conectar una tarjeta de memoria de estado sólido extraíble de 8 MB al controlador de manera similar a la Visual Memory Unit de Dreamcast. Los juegos guardados se pueden copiar desde el disco duro cuando se encuentra en el administrador de memoria del tablero de Xbox o se pueden guardar durante un juego cada vez que se inserta la tarjeta de memoria. La mayoría de los juegos guardados de Xbox se pueden copiar a la unidad de memoria y mover a otra consola, pero algunos guardados de Xbox están firmados digitalmente; cada consola tiene una clave de firma única y algunos juegos (por ejemplo, Ninja Gaiden y Dead or Alive Xtreme Beach Volleyball) no se cargarán juegos guardados firmados por una Xbox diferente, lo que limita la utilidad de la tarjeta de memoria. Algunas partidas guardadas se pueden etiquetar como no copiables (como Burnout 3: Takedown) o simplemente aumentar a más de 8 MB (Star Wars: Knights of the Old Republic). El mecanismo de firma ha sido diseñado por la comunidad de piratas informáticos de Xbox, que ha desarrollado herramientas para modificar las partidas guardadas para que funcionen en una consola diferente, aunque la clave de firma de la Xbox receptora (la "HDkey") y la clave de título aumentada del juego (la "authkey") debe ser conocida.
También es posible guardar una cuenta de Xbox Live en una unidad de memoria, para simplificar su uso en más de una Xbox.

## Otras lecturas
- Hall, Charlie (21 de septiembre de 2017). «El Duke, el controlador más grande de Xbox de todos los tiempos, estará pronto en las tiendas». Polygon. Consultado el 11 de marzo de 2018.
- Good, Owen S. (13 de enero de 2018). «Pon tus manitas en el reinicio de The Dukes pronto (corregido)». Polygon. Consultado el 11 de marzo de 2018.
- Good, Owen S. (10 de marzo de 2018). «El regreso de los Dukes a Xbox redime al diseñador original». Polygon. Consultado el 11 de marzo de 2018.
- Esta obra contiene una traducción  derivada de «Xbox controller» de Wikipedia en inglés, publicada por sus editores bajo la Licencia de documentación libre de GNU y la Licencia Creative Commons Atribución-CompartirIgual 4.0 Internacional.

- Datos: Q8043359
- Multimedia: Xbox Controller / Q8043359